# Grand Prix automobile de Hongrie 1995
GP précédent GP suivant
Le Grand Prix automobile de Hongrie 1995 (Marlboro Magyar Nagydij), disputé sur le Hungaroring situé dans le village de Mogyoród près de Budapest en Hongrie le 13 août 1995, est la dixième édition du Grand Prix, le 574e Grand Prix de Formule 1 couru depuis 1950 et la dixième manche du championnat 1995.

## Grille de départ
| Pos. | No | Pilote                   | Écurie             | Temps Q1       | Temps Q2       | Écart     |
| ---- | -- | ------------------------ | ------------------ | -------------- | -------------- | --------- |
| 1    | 5  | Damon Hill               | Williams-Renault   | 1 min 18 s 374 | 1 min 16 s 982 |           |
| 2    | 6  | David Coulthard          | Williams-Renault   | 1 min 19 s 000 | 1 min 17 s 366 | + 0 s 384 |
| 3    | 1  | Michael Schumacher       | Benetton-Renault   | 1 min 19 s 490 | 1 min 17 s 558 | + 0 s 576 |
| 4    | 28 | Gerhard Berger           | Ferrari            | 1 min 19 s 033 | 1 min 18 s 059 | + 1 s 077 |
| 5    | 8  | Mika Häkkinen            | McLaren-Mercedes   | 1 min 20 s 577 | 1 min 18 s 363 | + 1 s 381 |
| 6    | 27 | Jean Alesi               | Ferrari            | 1 min 20 s 134 | 1 min 18 s 968 | + 1 s 986 |
| 7    | 15 | Eddie Irvine             | Jordan-Peugeot     | 1 min 21 s 246 | 1 min 19 s 499 | + 2 s 517 |
| 8    | 25 | Martin Brundle           | Ligier-Mugen-Honda | 1 min 21 s 818 | 1 min 19 s 748 | + 2 s 766 |
| 9    | 2  | Johnny Herbert           | Benetton-Renault   | 1 min 21 s 878 | 1 min 20 s 072 | + 3 s 090 |
| 10   | 26 | Olivier Panis            | Ligier-Mugen-Honda | 1 min 20 s 952 | 1 min 20 s 160 | + 3 s 178 |
| 11   | 30 | Heinz-Harald Frentzen    | Sauber-Ford        | 1 min 21 s 234 | 1 min 20 s 413 | + 3 s 431 |
| 12   | 24 | Luca Badoer              | Minardi-Ford       | 1 min 22 s 345 | 1 min 20 s 543 | + 3 s 561 |
| 13   | 7  | Mark Blundell            | McLaren-Mercedes   | 1 min 21 s 663 | 1 min 20 s 640 | + 3 s 658 |
| 14   | 14 | Rubens Barrichello       | Jordan-Peugeot     | 1 min 21 s 874 | 1 min 20 s 902 | + 3 s 920 |
| 15   | 23 | Pedro Lamy               | Minardi-Ford       | 1 min 22 s 600 | 1 min 21 s 156 | + 4 s 174 |
| 16   | 4  | Mika Salo                | Tyrrell-Yamaha     | 1 min 24 s 440 | 1 min 21 s 624 | + 4 s 642 |
| 17   | 3  | Ukyo Katayama            | Tyrrell-Yamaha     | 1 min 22 s 866 | 1 min 21 s 702 | + 4 s 720 |
| 18   | 10 | Taki Inoue               | Arrows-Hart        | 1 min 24 s 656 | 1 min 22 s 081 | + 5 s 099 |
| 19   | 29 | Jean-Christophe Boullion | Sauber-Ford        | 1 min 22 s 766 | 1 min 22 s 161 | + 5 s 179 |
| 20   | 9  | Massimiliano Papis       | Arrows-Hart        | 1 min 23 s 275 | Pas de temps   | + 6 s 293 |
| 21   | 22 | Roberto Moreno           | Forti-Ford         | 1 min 26 s 059 | 1 min 24 s 351 | + 7 s 369 |
| 22   | 17 | Andrea Montermini        | Pacific-Ford       | 1 min 25 s 465 | 1 min 24 s 371 | + 7 s 389 |
| 23   | 21 | Pedro Diniz              | Forti-Ford         | 1 min 25 s 934 | 1 min 24 s 695 | + 7 s 713 |
| 24   | 16 | Giovanni Lavaggi         | Pacific-Ford       | 1 min 27 s 342 | 1 min 26 s 570 | + 9 s 588 |

## Classement de la course
| Pos. | No | Pilote                   | Écurie             | Tours | Temps/Abandon                      | Grille | Points |
| ---- | -- | ------------------------ | ------------------ | ----- | ---------------------------------- | ------ | ------ |
| 1    | 5  | Damon Hill               | Williams-Renault   | 77    | 1 h 46 min 25 s 721 (172,248 km/h) | 1      | 10     |
| 2    | 6  | David Coulthard          | Williams-Renault   | 77    | + 33 s 398                         | 2      | 6      |
| 3    | 28 | Gerhard Berger           | Ferrari            | 76    | + 1 tour                           | 4      | 4      |
| 4    | 2  | Johnny Herbert           | Benetton-Renault   | 76    | + 1 tour                           | 9      | 3      |
| 5    | 30 | Heinz-Harald Frentzen    | Sauber-Ford        | 76    | + 1 tour                           | 11     | 2      |
| 6    | 26 | Olivier Panis            | Ligier-Mugen-Honda | 76    | + 1 tour                           | 10     | 1      |
| 7    | 14 | Rubens Barrichello       | Jordan-Peugeot     | 76    | + 1 tour                           | 14     |        |
| 8    | 24 | Luca Badoer              | Minardi-Ford       | 75    | + 2 tours                          | 12     |        |
| 9    | 23 | Pedro Lamy               | Minardi-Ford       | 74    | + 3 tours                          | 15     |        |
| 10   | 29 | Jean-Christophe Boullion | Sauber-Ford        | 74    | + 3 tours                          | 19     |        |
| 11   | 1  | Michael Schumacher       | Benetton-Renault   | 73    | Pompe à essence                    | 3      |        |
| 12   | 17 | Andrea Montermini        | Pacific-Ford       | 73    | + 4 tours                          | 22     |        |
| Abd. | 15 | Eddie Irvine             | Jordan-Peugeot     | 70    | Embrayage                          | 7      |        |
| Abd. | 25 | Martin Brundle           | Ligier-Mugen-Honda | 67    | Moteur                             | 8      |        |
| Abd. | 4  | Mika Salo                | Tyrrell-Yamaha     | 58    | Accélérateur                       | 16     |        |
| Abd. | 7  | Mark Blundell            | McLaren-Mercedes   | 54    | Moteur                             | 13     |        |
| Abd. | 3  | Ukyo Katayama            | Tyrrell-Yamaha     | 46    | Accident                           | 17     |        |
| Abd. | 9  | Massimiliano Papis       | Arrows-Hart        | 45    | Freins                             | 20     |        |
| Abd. | 27 | Jean Alesi               | Ferrari            | 42    | Moteur                             | 6      |        |
| Abd. | 21 | Pedro Diniz              | Forti-Ford         | 32    | Moteur                             | 23     |        |
| Abd. | 10 | Taki Inoue               | Arrows-Hart        | 13    | Incendie                           | 18     |        |
| Abd. | 22 | Roberto Moreno           | Forti-Ford         | 8     | Boîte de vitesses                  | 24     |        |
| Abd. | 16 | Giovanni Lavaggi         | Pacific-Ford       | 5     | Sortie de piste                    | 24     |        |
| Abd. | 8  | Mika Häkkinen            | McLaren-Mercedes   | 3     | Moteur                             | 5      |        |

## Pole position et record du tour
- Pole position :  Damon Hill en 1 min 16 s 982 (vitesse moyenne : 185,560 km/h).
- Meilleur tour en course :  Damon Hill en 1 min 20 s 247 au 34e tour (vitesse moyenne : 178,010 km/h).

## Tours en tête
- Damon Hill : 77 tours (1-77)

## Statistiques
- 12e victoire pour Damon Hill.
- 81e victoire pour Williams en tant que constructeur.
- 67e victoire pour Renault en tant que motoriste.
- 80e pole position pour Williams.
- 1er et unique grand chelem pour Damon Hill.
- 2e hat-trick pour Damon Hill.

## Classements généraux à l'issue de la course
- Note : Benetton et Williams ont été disqualifiés lors du Grand Prix inaugural du Brésil pour utilisation de carburant non conforme à la réglementation de la Formule 1[3]. L'échantillon d'essence prélevé à l'issue de la course ne correspondait pas aux spécifications de l'échantillon témoin fourni à la FIA[4]. Les écuries ont fait appel de cette décision, ce qui a conduit à une annulation de la sanction concernant les pilotes qui ont conservé leurs points, mais un maintien de la pénalité pour les écuries. Benetton a ainsi perdu les 10 points de la victoire de Michael Schumacher et Williams les 6 points de la seconde place de David Coulthard, d'où une différence entre les points obtenus par ces écuries et les totaux des résultats de leurs pilotes[5],[6].

| Pos. | Pilote                   | Écurie             | Points |
| ---- | ------------------------ | ------------------ | ------ |
| 1    | Michael Schumacher       | Benetton-Renault   | 56     |
| 2    | Damon Hill               | Williams-Renault   | 45     |
| 3    | Jean Alesi               | Ferrari            | 32     |
| 4    | David Coulthard          | Williams-Renault   | 29     |
| 5    | Johnny Herbert           | Benetton-Renault   | 28     |
| 6    | Gerhard Berger           | Ferrari            | 25     |
| 7    | Olivier Panis            | Ligier-Mugen-Honda | 8      |
| 8    | Rubens Barrichello       | Jordan-Peugeot     | 7      |
| 9    | Heinz-Harald Frentzen    | Sauber-Ford        | 7      |
| 10   | Eddie Irvine             | Jordan-Peugeot     | 6      |
| 11   | Mark Blundell            | McLaren-Mercedes   | 5      |
| 12   | Mika Häkkinen            | McLaren-Mercedes   | 5      |
| 13   | Martin Brundle           | Ligier-Mugen-Honda | 3      |
| 14   | Jean-Christophe Boullion | Sauber-Ford        | 2      |
| 15   | Aguri Suzuki             | Ligier-Mugen-Honda | 1      |
| 16   | Gianni Morbidelli        | Arrows-Hart        | 1      |

| Pos. | Écurie             | Points |
| ---- | ------------------ | ------ |
| 1    | Benetton-Renault   | 74     |
| 2    | Williams-Renault   | 68     |
| 3    | Ferrari            | 57     |
| 4    | Jordan-Peugeot     | 13     |
| 5    | Ligier-Mugen-Honda | 12     |
| 6    | McLaren-Mercedes   | 10     |
| 7    | Sauber-Ford        | 9      |
| 8    | Arrows-Hart        | 1      |